# Orcs Must Die!
Orcs Must Die! — компьютерная игра в жанре Tower defense и экшен, разработанная компанией Robot Entertainment и изданная Mastertronic в октябре 2011 года на Xbox Live Arcade и Microsoft Windows. Игра использует вид от третьего лица. 
Игрок в роли Боевого Мага должен защищать один или несколько Разломов на каждом уровне от натиска орков и других существ. История вращается вокруг Ордена, элитной фракции волшебников и воинов, которые охраняют Разломы, магические проходы между миром людей и Миром Мёртвых, которые являются источником магической силы в обоих мирах. 
Игра получила преимущественно положительные отзывы.

## Геймплей
Orcs Must Die! — игра в жанре Tower defense. Игрок в роли Боевого Мага должен защищать один или несколько Разломов на каждом уровне от натиска орков и других существ, которые появляются из одного или нескольких входов и пересекают уровень. Как правило, каждый орк, достигший Разлома, вычитает очко из начального Счета Разлома, в то время как специализированные орки могут снимать больше очков; если Счет Разлома падает до нуля, уровень пропадает, и игроку придется начинать заново.
Армии орков появляются усложняющимися волнами, на каждом уровне их будет от четырех до двенадцати. Обычно волны начинаются через несколько секунд после того, как игрок побеждает предыдущую, но примерно каждые три волны на всех уровнях сложности игроку дается перерыв, во время которого он может расставить ловушки и начать следующую волну, когда будет готов.
В роли Боевого Мага игрок имеет возможность размещать многочисленные ловушки и вооружаться оружием и снаряжением, чтобы побеждать орков. Игрок выбирает несколько ловушек и снаряжения (до десяти) из своей текущей Книги Заклинаний; как только игрок начинает размещать ловушки, изменить выбор будет нельзя. Ловушки можно размещать на любой подходящей поверхности, но каждая ловушка стоит внутриигровой валюты для размещения, и ловушки будут иметь переменную стоимость в зависимости от их эффективности. Ловушки обычно срабатывают один раз, а затем имеют период бездействия, прежде чем они снова активируются. Такие ловушки включают напольные, настенные и потолочные ловушки, а также нескольких Стражей, которые будут действовать по собственному желанию. Игроку дается сумма денег, которую он может потратить на размещение ловушек в начале, он зарабатывает деньги, побеждая орков, а также после завершения волн; деньги, которые должен собирать игрок, также могут выпадать из определенных монстров. Ловушки можно размещать в любое время, в том числе в бою. Между волнами размещенные ловушки можно снимать и возвращать их стоимость. Позже игрок получает доступ к Хранительницам, которые за различную плату могут усиливать определенные эффекты на игроке или ловушках, размещенных в виде дерева технологий; эти эффекты действуют только на этом уровне.
Как только игрок инициирует волну, он может бегать по уровню, чтобы участвовать в бою или размещать дополнительные ловушки. Игрок должен следить за своим здоровьем и маной, используемыми для его оружия, но орки могут выбрасывать зелья здоровья и маны, которые восполнят их; в качестве альтернативы игрок может исцелиться, находясь поблизости от Разлома. Если игрок потеряет все свое здоровье или упадет с уровня, он возродится обратно в Разломе, но это будет стоить ему определенного количества Очков Разлома.
После победы над последней волной игроку вручается определенное количество черепов, до 5 (до 2 на уровне сложности Подмастерье), в зависимости от его счёта (отражающего количество оставшихся Очков Разлома) и времени, необходимого для победы над всеми волнами. Черепа используются для покупки улучшений ловушек и оружия в Книге Заклинаний игрока, таких как увеличение урона, снижение стоимости или повышение их эффективности против орков. Игрок, пройдя каждый уровень в первый раз, также вознаграждается новым типом ловушки для своей Книги Заклинаний, которую он может использовать на последующих уровнях. Эти улучшения остаются с игроком, так что он может вернуться на более ранние уровни с этими улучшенными ловушками, чтобы заработать больше черепов.

## Сюжет
История вращается вокруг Ордена, элитной фракции волшебников и воинов, которые охраняют Разломы, магические проходы между миром людей и Миром Мёртвых, которые являются источником магической силы в обоих мирах. Используя эту силу, Орден способен поддерживать идеальный мир для человечества, используя магию для манипулирования природой. Чтобы защитить мир людей, они построили магические крепости по всему Миру Мёртвых, чтобы охранять Разломы, особенно от враждебной фракции, известной как «Орда» — жестокой орды существ, таких как Орки, Огры и Гноллы, которые, несмотря на свою неразумность, представляют серьезную угрозу для мира людей из-за своей огромной численности.
После внезапного нападения Орды, персонаж игрока, известный только как Герой, обнаруживает себя последним живым членом Ордена, поскольку Орда, по-видимому, внезапно обрела всплеск как силы, так и интеллекта. Взяв на себя задачу защитить человеческий мир, он защищает от Орды крепости одну за другой (к большому недоумению своего учителя, который рассказывает сюжетную линию). В конце концов Герой узнает, что Орда была наделена силой Колдуньи, бывшей ученицей Ордена, которая, несмотря на то, что продемонстрировала подавляющий потенциал для защиты человечества, вместо этого решила искать силу для себя и использовала магию, чтобы захватить контроль над Ордой.
Поскольку атаки Орды становятся все более и более агрессивными, Герой в конечном итоге решает обеспечить безопасность человеческого мира, отступив через Разлом и закрыв их все навсегда с помощью простого заклинания. Хотя это означает, что Орда никогда не сможет достичь человеческого мира, это также означает, что человечество больше не сможет использовать магию для поддержания себя, и весь мир, который стал зависимым от магии, начинает деградировать. В Мертвом Мире Колдунья становится бессильной, поскольку Разломы больше не могут снабжать ее магией, и она остается во власти Орды, которая была низведена до своего изначального, дикого состояния.

## Приём
| Сводный рейтинг    | Сводный рейтинг | Сводный рейтинг |
| Издание            | Оценка          | Оценка          |
| Издание            | PC              | Xbox 360        |
| ------------------ | --------------- | --------------- |
| GameRankings       | 82,73 %         | 80,37 %         |
| Metacritic         | 83/100          | 79/100          |
| Иноязычные издания |                 |                 |
| Издание            | Оценка          | Оценка          |
| Издание            | PC              | Xbox 360        |
| Destructoid        | N/A             | 8.5/10          |
| Eurogamer          | N/A             | 7/10            |
| Game Informer      | N/A             | 8.5/10          |
| GamePro            | N/A             | [ 13 ]          |
| GameSpot           | 7.5/10          | 7.5/10          |
| GameSpy            | [ 16 ]          | N/A             |
| GameTrailers       | N/A             | 7.7/10          |
| GameZone           | N/A             | 9/10            |
| IGN                | 9/10            | 9/10            |
| Joystiq            | N/A             | [ 20 ]          |
| OXM                | N/A             | 8/10            |
| PC Gamer (UK)      | 90%             | N/A             |
| 411Mania           | N/A             | 7.3/10          |

Игра получила преимущественно положительные отзывы. На сайте-агрегаторе Metacritic средняя оценка игры составляет 83 из 100 для платформы PC и 79 из 100 для платформы Xbox 360.
Издание Joystiq назвало версию для Xbox 360 «тонко настроенной вращающейся камерой смерти». IGN похвалили продолжительность кампании, а также боевую систему. Было продано более 50 000 копий на Xbox и значительно больше на ПК.
Во время 15-й ежегодной церемонии вручения наград Академия интерактивных искусств и наук наградила игру Orcs Must Die! премией «D.I.C.E. Award за стратегическую/симуляторную игру года», а также номинировала на «D.I.C.E. Award за выдающиеся достижения в независимой игре года».
Летом 2018 года, благодаря уязвимости в защите Steam Web API, стало известно, что точное количество пользователей сервиса Steam, которые играли в игру хотя бы один раз, составляет 1 105 153 человека.

## Продолжения
Orcs Must Die! 2 была выпущена 30 июля 2012 года. Продолжение включает в себя кооператив для двух игроков с введением Колдуньи в качестве игрового персонажа.
Orcs Must Die! Unchained была выпущена 18 апреля 2017 года для платформы Windows, а версия для PlayStation 4 была выпущена 18 июля 2017 года. Была выпущена по системе free-to-play.
Orcs Must Die! 3 была первоначально выпущена на Stadia 14 июля 2020 года. Версия для Windows, PlayStation 4, PlayStation 5, Xbox One and Xbox Series X/S была выпущена позже. В отличие от предыдущих игр, которые в основном представляли собой подземелья и защиту башен с ограниченным количеством путей для атак врагов, в Orcs Must Die! 3 представлены более крупные открытые поля сражений с функцией под названием «Сценарии войны».
Orcs Must Die! Deathtrap, включающая в себя кооперативный многопользовательский режим для 4 игроков и элементы, обычно встречающиеся в играх жанра roguelike, была выпущена в январе 2025 года для Windows и Xbox Series X/S.